# 10 Lacertae
10 Lacertae (10 Lac) je hvězda v souhvězdí Ještěrky. S zdánlivou jasností 4,88 se nachází ve vzdálenosti přibližně 1 800 světelných let (550 parseků) od Slunce. Patří do malé hvězdné asociace Lacerta OB1. Je to horká hvězda hlavní posloupnosti spektrální třídy O9V, což znamená, že je masivní a vyrábí energii termonukleární přeměnou vodíku ve svém jádře. Její hmotnost je přibližně 21,6násobek hmotnosti Slunce a poloměr asi 7,4násobek slunečního. Hvězda má povrchovou teplotu okolo 34 550 K a zářivý výkon kolem 69 000násobku sluneční svítivosti. Stáří se odhaduje na asi 3,55 milionu let a rotuje poměrně pomalu s rotační rychlostí kolem 14 km/s.
Hvězda 10 Lacertae je důležitá pro spektrální klasifikaci: spolu s S Monocerotis byla mezi prvními hvězdami typu O, které sloužily jako kotvící body pro Morgan-Keenan-Kellmanův (MK) spektrální klasifikační systém. Od počátku 20. století se používá jako referenční příklad třídy O9V.
Interferometr CHARA naměřil u 10 Lacertae velmi malý úhlový průměr, asi 0,11 milivteřin, což je jeden z nejmenších úhlových průměrů přesně změřených u hvězd tohoto typu.
Asi jednu úhlovou minutu od ní se nachází hvězda 8. magnitudy, jedná se však pouze o optickou dvojhvězdu, která s 10 Lacertae fyzicky nesouvisí.